# Liste der Mitglieder des Sächsischen Landtags 1905/06
Diese Liste gibt einen Überblick über die Mitglieder des 31. ordentlichen Sächsischen Landtags, der vom 26. Oktober 1905 bis zum 7. April 1906 tagte.

## Zusammensetzung der I. Kammer

### Präsidium
- Präsident: Richard Graf von Könneritz
- Vizepräsident: Gustav Otto Beutler
- 1. Sekretär: Leo Sahrer von Sahr
- 2. Sekretär: Klemens Graf und Edler Herr zur Lippe-Biesterfeld-Weißenfeld

### Vertreter des Königshauses und der Standesherrschaften
| Besitz oder Institution                                      | Abgeordneter                              | Bemerkungen |
| ------------------------------------------------------------ | ----------------------------------------- | ----------- |
| Sächsisches Königshaus                                       | Prinz Johann Georg                        |             |
| Besitzer der Standesherrschaft Königsbrück                   | Walter Naumann                            |             |
| Besitzer der Standesherrschaft Reibersdorf                   | Johann Georg Graf von Einsiedel           |             |
| Besitzer der Herrschaft Wildenfels                           | Friedrich Magnus Graf zu Solms-Wildenfels |             |
| Vertreter der vier Schönburgischen Lehnsherrschaften         | Joachim Graf und Herr von Schönburg       |             |
| Bevollmächtigter der fünf Schönburgischen Rezessherrschaften | Karl Alfred von Wächter                   |             |
| Vertreter der Universität Leipzig                            | Adolf Wach                                |             |

### Vertreter der Geistlichkeit
| Amt                                  | Abgeordneter                    | Bemerkungen |
| ------------------------------------ | ------------------------------- | ----------- |
| Evangelischer Oberhofprediger        | Heinrich Ludwig Oskar Ackermann |             |
| Dekan des Domstifts zu Bautzen       | Jakub Skala                     |             |
| Superintendent zu Leipzig            | Johann Theodor Oskar Pank       |             |
| Vertreter des Kollegiatstifts Wurzen | Alphons Baumgärtner             |             |
| Vertreter des Hochstifts Meißen      | Rudolf Hugo Hofmann             |             |

### Auf Lebenszeit gewählte Abgeordnete der Rittergutsbesitzer
| Wahlbezirk            | Abgeordneter                                                 | Bemerkungen |
| --------------------- | ------------------------------------------------------------ | ----------- |
| Meißner Kreis         | Karl Andreas Friedrich Wilhelm Moritz Graf von Brühl         |             |
| Meißner Kreis         | Egon Karl Kaspar Graf von Rex                                |             |
| Meißner Kreis         | Karl Wilhelm von Oppel                                       |             |
| Erzgebirgischer Kreis | Otto Friedrich Hermann Günther Graf Vitzthum von Eckstädt    |             |
| Erzgebirgischer Kreis | Hans Freiherr von Könneritz                                  |             |
| Oberlausitz           | Klemens Graf und Edler Herr zur Lippe-Biesterfeld-Weißenfeld |             |
| Oberlausitz           | Dietrich Kurt von Carlowitz                                  |             |
| Oberlausitz           | Karl Adolf Steiger                                           |             |
| Leipziger Kreis       | Paul Gustav Leopold Hübel                                    |             |
| Leipziger Kreis       | Alfred Georg Sahrer von Sahr                                 |             |
| Vogtländischer Kreis  | Heinrich Eduard Hüttner                                      |             |
| Vogtländischer Kreis  | Hermann Ludolph Hennig Kasten                                |             |

### Rittergutsbesitzer durch Königliche Ernennung
- Richard Graf von Könneritz
- Hans Dietrich Konrad von Trützschler Freiherr zum Falkenstein
- Otto Ludwig Christof von Schönberg
- Dietrich August Leo Sahrer von Sahr
- Arnold Woldemar von Frege-Weltzien
- Julius Pfeiffer
- Hans von Trebra-Lindenau
- Karl Adolf von Carlowitz
- Kurt von Boxberg
- Alexander von Arnim

### Magistratspersonen
| Wahlbezirk | Abgeordneter                                 | Bemerkungen |
| ---------- | -------------------------------------------- | ----------- |
| Dresden    | Gustav Otto Beutler, Oberbürgermeister       |             |
| Leipzig    | Carl Bruno Tröndlin, Oberbürgermeister       |             |
| Zwickau    | Johann Karl Keil, Oberbürgermeister          |             |
| Meißen     | Albin Max Ay, Bürgermeister                  |             |
| Annaberg   | Karl Theodor Wilisch, Bürgermeister          |             |
| Plauen     | Johannes Ferdinand Schmid, Oberbürgermeister |             |
| Bautzen    | Johannes Käubler, Oberbürgermeister          |             |
| Chemnitz   | Heinrich Gustav Beck, Oberbürgermeister      |             |

### Vom König nach freier Wahl ernannte Mitglieder
- Otto Theodor Meusel
- Paul Wäntig
- Otto Robert Georgi
- Johannes Friedrich Jencke
- Otto Erbert

## Zusammensetzung der II. Kammer

### Präsidium
- Präsident: Paul Mehnert
- 1. Vizepräsident: Otto Schill
- 2. Vizepräsident: Hugo Gottfried Opitz
- 1. Sekretär: Karl August Rudolf Rüder
- stellvertretender 1. Sekretär: Ernst Emil Horst
- 2. Sekretär: Oswald Ahnert
- stellvertretender 2. Sekretär: Karl Hermann Wittig

### Städtische Wahlbezirke
| Wahlbezirk | Abgeordneter                       | Partei / politische Ausrichtung       | Bemerkungen                                                                                 |
| ---------- | ---------------------------------- | ------------------------------------- | ------------------------------------------------------------------------------------------- |
| Dresden 1  | Paul Schulze                       | NLP                                   |                                                                                             |
| Dresden 2  | Bernhard Behrens                   | Konservativer Landesverein in Sachsen |                                                                                             |
| Dresden 3  | Paul Vogel                         | NLP                                   |                                                                                             |
| Dresden 4  | Carl Ernst Grumbt                  | Konservativer Landesverein in Sachsen |                                                                                             |
| Dresden 5  | Hermann Kunath                     | Konservativer Landesverein in Sachsen |                                                                                             |
| Leipzig 1  | Gustav Adolph Brückner             | Konservativer Landesverein in Sachsen |                                                                                             |
| Leipzig 2  | Otto Schill                        | NLP                                   |                                                                                             |
| Leipzig 3  | Ernst Otto Enke                    | Konservativer Landesverein in Sachsen |                                                                                             |
| Leipzig 4  | Julius Emil Otto Müller            | NLP                                   |                                                                                             |
| Leipzig 5  | Franz Gontard                      | NLP                                   |                                                                                             |
| Chemnitz 1 | Max Clemens Langhammer             | NLP                                   |                                                                                             |
| Chemnitz 2 | Johannes Georg Reinecker           | Konservativer Landesverein in Sachsen |                                                                                             |
| Zwickau    | Michael Ernst Bär                  | Freisinnige Volkspartei               |                                                                                             |
| 1          | Johannes Rollfuß                   | NLP                                   |                                                                                             |
| 2          | Richard Hartmann                   | NLP                                   |                                                                                             |
| 3          | Georg Friedrich Alexander Knobloch | Konservativer Landesverein in Sachsen |                                                                                             |
| 4          | Hans Christian Spieß               | Konservativer Landesverein in Sachsen |                                                                                             |
| 5          | Karl Hermann Wittig                | Konservativer Landesverein in Sachsen |                                                                                             |
| 6          | Georg Moritz Braun                 | NLP                                   |                                                                                             |
| 7          | Johannes Hofmann                   | Konservativer Landesverein in Sachsen |                                                                                             |
| 8          | Friedrich Seetzen                  | Konservativer Landesverein in Sachsen |                                                                                             |
| 9          | Richard Rühlmann                   | NLP                                   | Ludwig Albert Julius Niethammer legte am 10. Juli 1905 krankheitsbedingt sein Mandat nieder |
| 10         | Arthur Schieck                     | NLP                                   |                                                                                             |
| 11         | Emil Hermann Gleisberg             | NLP                                   |                                                                                             |
| 12         | Oswald Ahnert                      | NLP                                   |                                                                                             |
| 13         | Oskar Liebau                       | Konservativer Landesverein in Sachsen |                                                                                             |
| 14         | Walther Poppitz                    | NLP                                   |                                                                                             |
| 15         | Hermann Ehret                      | NLP                                   |                                                                                             |
| 16         | Hermann Teichmann                  | NLP                                   |                                                                                             |
| 17         | Gustav Zschierlich                 | Konservativer Landesverein in Sachsen |                                                                                             |
| 18         | Moritz Reinhard Drechsler          | NLP                                   |                                                                                             |
| 19         | Ernst Roch                         | Freisinnige Volkspartei               | Nachwahl nach Tod von Alfred Gräfe († 9. September 1905)                                    |
| 20         | Julius Bochmann                    | Konservativer Landesverein in Sachsen |                                                                                             |
| 21         | Karl August Neidhardt              | NLP                                   |                                                                                             |
| 22         | Robert Merkel                      | NLP                                   |                                                                                             |
| 23         | Oscar Heinrich Günther             | Freisinnige Volkspartei               |                                                                                             |
| 24         | Karl Friedrich Bleyer              | NLP                                   |                                                                                             |

### Ländliche Wahlbezirke
| Wahlbezirk | Abgeordneter                 | Partei / politische Ausrichtung                       | Bemerkungen |
| ---------- | ---------------------------- | ----------------------------------------------------- | --- |
| 1          | Ernst Eduard Held            | Konservativ/Bund der Landwirte                        | |
| 2          | Theodor Richter              | NLP                                                   | |
| 3          | Karl Eduard Donath           | Konservativer Landesverein in Sachsen                 | |
| 4          | Rudolph Elwir Hähnel         | Konservativer Landesverein in Sachsen                 | |
| 5          | Johann August Sobe           | Konservativer Landesverein in Sachsen                 | sorbisch Jan Awgust Zoba |
| 6          | Karl Adalbert Förster        | Konservativer Landesverein in Sachsen                 | Nachwahl nach Tod von Karl Friedrich Matthes († 1904)                                                                                    |
| 7          | Bernhard Ferdinand Rentsch   | Konservativer Landesverein in Sachsen                 | |
| 8          | Michael Kockel               | Konservativer Landesverein in Sachsen                 | sorbisch Michał Kokla |
| 9          | Clemens August Träber        | Konservativer Landesverein in Sachsen                 | |
| 10         | Oswald Zimmermann            | Deutsche Reformpartei                                 | |
| 11         | Oswin Frenzel                | Konservativer Landesverein in Sachsen                 | |
| 12         | Otto Benno Goltzsch          | Konservativer Landesverein in Sachsen                 | |
| 13         | Gottfried Georg Andrä        | Konservativer Landesverein in Sachsen                 | |
| 14         | Emil Kluge                   | Konservativer Landesverein in Sachsen                 | |
| 15         | Karl Philipp Steyer          | Konservativer Landesverein in Sachsen                 | |
| 16         | Ernst Robert Rudelt          | Konservativer Landesverein in Sachsen                 | |
| 17         | Ernst Emil Horst             | Konservativer Landesverein in Sachsen                 | |
| 18         | Otto Steiger                 | Konservativer Landesverein in Sachsen                 | |
| 19         | Franz Robert Greulich        | Konservativer Landesverein in Sachsen                 | |
| 20         | Friedrich Wilhelm Hauffe     | Konservativer Landesverein in Sachsen                 | |
| 21         | Ernst Däberitz               | Konservativer Landesverein in Sachsen                 | |
| 22         | Ernst Robert Schlag          | Konservativer Landesverein in Sachsen                 | |
| 23         | Johannes Dürr                | Konservativer Landesverein in Sachsen/Freikonservativ | |
| 24         | Heino Wilhelm Kretzschmar    | NLP                                                   | |
| 25         | Hugo Gottfried Opitz         | Konservativer Landesverein in Sachsen                 | |
| 26         | Ernst Däweritz               | Konservativer Landesverein in Sachsen                 | |
| 27         | Karl Paul Mehnert            | Konservativer Landesverein in Sachsen                 | |
| 28         | Kurt Harter                  | Konservativer Landesverein in Sachsen                 | |
| 29         | Robert Fritzsching           | Konservativer Landesverein in Sachsen                 | |
| 30         | Eduard Ulrich                | Konservativer Landesverein in Sachsen                 | |
| 31         | Eugen Merkel                 | Konservativer Landesverein in Sachsen                 | |
| 32         | Johannes Schubart            | Konservativer Landesverein in Sachsen                 | |
| 33         | Theodor Heymann              | Konservativer Landesverein in Sachsen                 | |
| 34         | Oswin Hübner                 | Konservativer Landesverein in Sachsen                 | |
| 35         | Friedrich Wilhelm Kühlmorgen | Konservativer Landesverein in Sachsen                 | |
| 36         | Rudolph Facius               | Konservativer Landesverein in Sachsen                 | |
| 37         | Hermann Goldstein            | SPD                                                   | |
| 38         | Wilhelm Bahner               | Konservativer Landesverein in Sachsen                 | |
| 39         | Hermann Seyfarth             | Konservativer Landesverein in Sachsen                 | Nachwahl nach Tod von Hermann Leithold († 14. November 1905); Eintritt Seyfarths am 12. Januar 1906, Mandatsniederlegung im Februar 1906 |
| 39         | Friedrich August Wunderlich  | Konservativer Landesverein in Sachsen                 | Nachwahl nach Mandatsniederlegung Seyfarths                                                                                              |
| 40         | Albin Klötzer                | Konservativer Landesverein in Sachsen                 | |
| 41         | Erdmann Robert Schneider     | Konservativer Landesverein in Sachsen                 | |
| 42         | Hans Edler von Querfurth     | Konservativer Landesverein in Sachsen                 | |
| 43         | Franz Louis Wolff            | NLP                                                   | |
| 44         | Wilhelm Zeidler              | Konservativer Landesverein in Sachsen                 | |
| 45         | Gustav Richard Bunde         | Konservativer Landesverein in Sachsen                 | |